# Tentaculites
Tentaculites — вимерлий рід конічних скам'янілостей невизначеної спорідненості, клас Tentaculita, хоча це не єдиний представник класу. Вони відомі з відкладів від нижнього ордовику до верхнього девону як у вигляді кальцитових черепашок з брахіоподоподібною мікроструктурою, так і з вуглистими «обкладками». «Tentaculites» (тобто щупальця) також називають стиліолінідами.

## Спорідненість

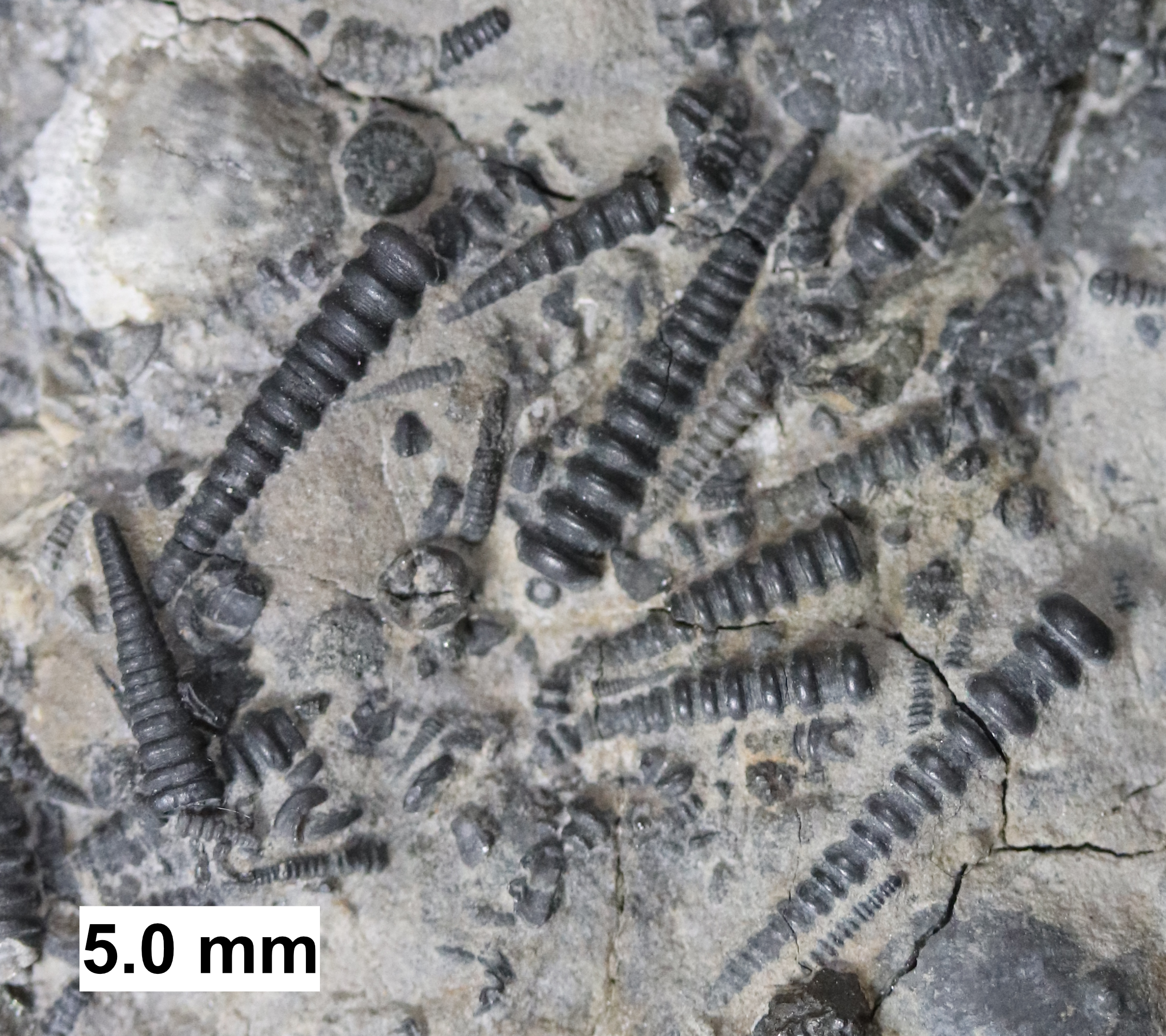
Tentaculites bellulus із середнього девону штату Вісконсін.

Таксономічна класифікація Tentaculites є невизначеною. Дехто об'єднує їх з птероподами, але це не має жодних сучасних підтверджень і має лише поверхневу схожість. [Вони також можуть бути пов'язані з іншими конічними мушлями з невизначеною спорідненістю, включаючи корнулітид, Anticalyptraea, мікроконхіди та трипанопориди. Мікроструктура їх мушлі дає підстави порівнювати їх з брахіоподами та форонідами, а також з можливим едіакарським лофофоратом Namacalathus.

## Морфологія

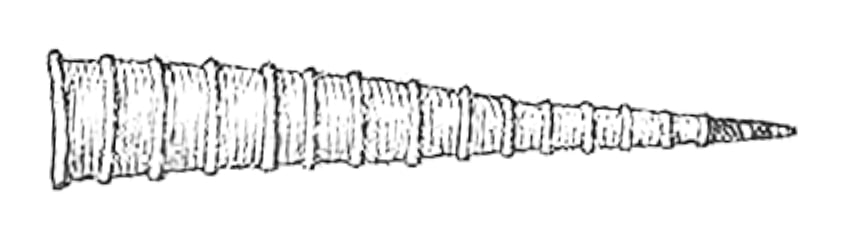
Ескіз Tentaculites ornatus, Силур.

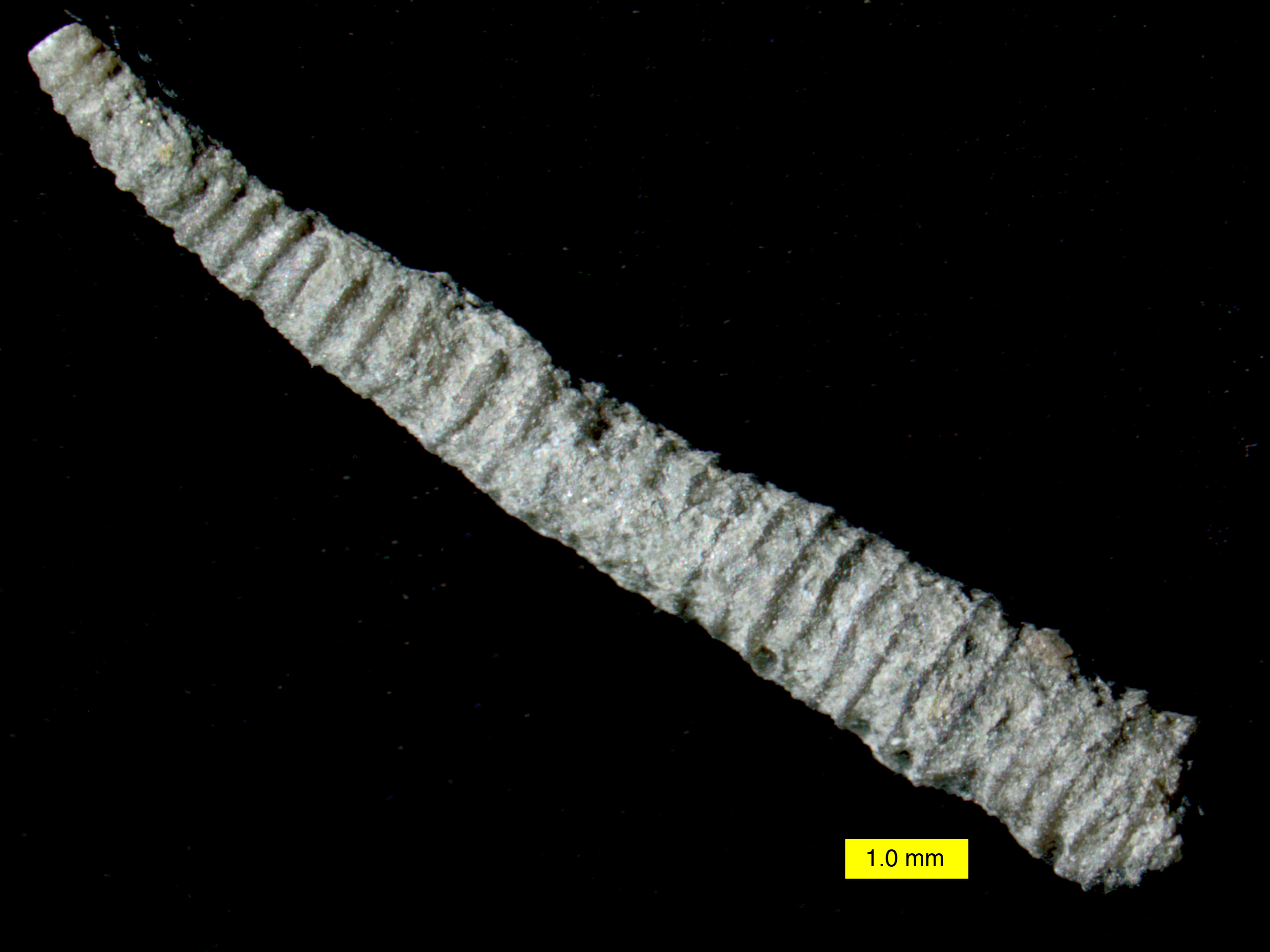
Тентакуліт з вапняку Нью-Крік (лочковій, ранній девон) Нью-Крік, Західна Вірджинія.

Tentaculites мають ребристі конусоподібні мушлі, довжина яких коливається від 5 до 20 мм. Деякі види перегородчасті; їх зародкова оболонка, яка зберігається, утворює невелику, іноді сферичну, камеру.

## Екологія
Вважається, що деякі види були планктонними.